# Imagine Dragons
Imagine Dragons é uma banda de pop rock formada em Las Vegas nos Estados Unidos, consistindo do vocalista Dan Reynolds, do guitarrista Wayne Sermon e do baixista Ben McKee. A banda primeiro ganhou exposição com o lançamento do single "It's Time", seguido por seu álbum de estreia, Night Visions (2012), que resultou nos singles "Radioactive" e "Demons". A Billboard colocou-os no topo do ranking "Year In Rock" de 2013 e 2017 e nomeou-os como "Banda Revelação de 2013" e "Melhor Banda de 2017". A Rolling Stone nomeou "Radioactive", que deteve o recorde da maioria das semanas na Billboard Hot 100 entre 2014 e 2021, como o "maior hit de rock do ano" (2013), e a MTV os chamou de "a maior banda de breakout do ano" (também em 2013).
O segundo álbum de estúdio da banda, Smoke + Mirrors (2015), alcançou a primeira posição na Billboard 200 dos Estados Unidos, bem como também alcançou o topo das tabelas musicais do Canadá e Reino Unido. O álbum foi precedido pelo single "I Bet My Life", e pelo segundo e terceiro single, "Gold" e "Shots". A banda então embarcou em uma turnê mundial de dez meses, o que levou a um breve hiato em 2016, com performances ocasionais e contribuições de trilhas sonoras durante o restante do ano. O grupo lançou seu terceiro álbum de estúdio, Evolve, em 2017, resultando em três singles no topo das paradas musicais, "Believer", "Thunder" e "Whatever It Takes". O álbum alcançou o top cinco na maioria dos países. Após a conclusão do ciclo de Evolve e de sua turnê mundial subsequente, Imagine Dragons lançou seu quarto álbum de estúdio, Origins (2018). Enquanto todos os quatro álbuns foram comercialmente bem-sucedidos, a recepção da crítica foi mista.
Em dezembro de 2019, em declaração à CNN, Reynolds anunciou que a banda faria uma pausa. Isso porque o grupo estava sentido a necessidade de passar maior tempo com a família e amigos, visto que muitos integrantes já estavam a mais de dez anos na rotina da estrada. Após uma pausa de mais de um ano, a banda voltou a lançar novos trabalhos no dia 12 de março de 2021 liberando dois singles: "Follow You" e "Cutthroat". Dois dias depois, dia 16, o grupo liberou o videoclipe oficial de "Follow You". Em 2 de julho, foi lançado o terceiro single "Wrecked", música que homanegeia a cunhada do vocalista. Dois meses depois, em 03 de setembro, se deu o lançamento do quinto álbum de estúdio da banda, Mercury – Act 1.
Imagine Dragons ganhou três American Music Awards, nove Billboard Music Awards, um Grammy Award e um World Music Award. Em maio de 2014, a banda foi indicada para quatorze prêmios na Billboard Music Awards, incluindo o de "Artista do Ano" e o "Milestone Award", que reconhece a inovação e a criatividade de artistas de diferentes gêneros. Imagine Dragons vendeu mais de 20 milhões de álbuns e 35 milhões de singles em todo o mundo. Em abril de 2018, a banda foi indicada mais de 11 vezes para o Billboard Music Awards.

## História

### Os primeiros trabalhos
Logo depois de formada, em 2008, a banda lançou dois EPs intitulados Imagine Dragons EP e Hell and Silence EP, em 2010, ambos gravados na Battle Born Studios. Eles voltaram ao estúdio em 2011. Outro EP, It's Time, foi feito antes de eles assinarem um contrato com uma gravadora.

### Antes do sucesso
Em 2008, o vocalista Dan Reynolds conheceu o baterista Andrew Tolman na Brigham Young University, onde ambos estudavam e decidiram formar uma banda. Eles chamaram então o guitarrista Daniel Wayne Sermon “Wing”, que havia se formado recentemente na Berklee College of Music. Tolman mais tarde recrutou sua esposa, Brittany Tolman, para ser a segunda voz e cantar em certas canções. Wayne Sermon então chamou um outro estudante de música da Berklee, o baixista Ben McKee para se juntar a banda e completar o lineup. Os membros passaram a viver juntos em Las Vegas, a cidade natal de Dan Reynolds, onde a banda gravou e lançou seus três primeiros EPs. Os dois primeiros, intitulados Imagine Dragons EP e Hell and Silence EP, foram lançados em 2010 e gravados na Battle Born Studios, em Las Vegas, NV. Em 2011 eles lançaram o EP It's Time, e logo depois assinaram um contrato de gravação com a Interscope Records.
Eles tiveram sua primeira grande aparição quando o vocalista da banda Train adoeceu pouco antes do Bite of Las Vegas Festival de 2010. A banda Imagine Dragons então foi chamada para preencher o lineup, e se apresentou para uma multidão de mais de 26.000 pessoas. Várias premiações locais, incluindo “Melhor CD de 2011″ (Las Vegas SEVEN Magazine), “Best local Indie Band 2010″ (Las Vegas Weekly),“Mais Las Vegas ‘Must See Live Act”  (Las Vegas CityLife),  Vegas Música Summit Headliner 2010, e outros mais, levaram a banda à uma trajetória positiva. Em novembro de 2011 eles assinaram com a Interscope Records e começaram a trabalhar com o já vencedor do Grammy, o produtor Alex da Kid. Os primeiros membros Andrew Tolman e Brittany Tolman deixaram a banda em julho de 2011 e foram substituídos por Theresa Flamino, que deixou a banda em janeiro de 2012 e Daniel Platzman, que anunciou a sua saída em agosto de 2024.

### Sucesso internacional eNight Visions(2011–2014)

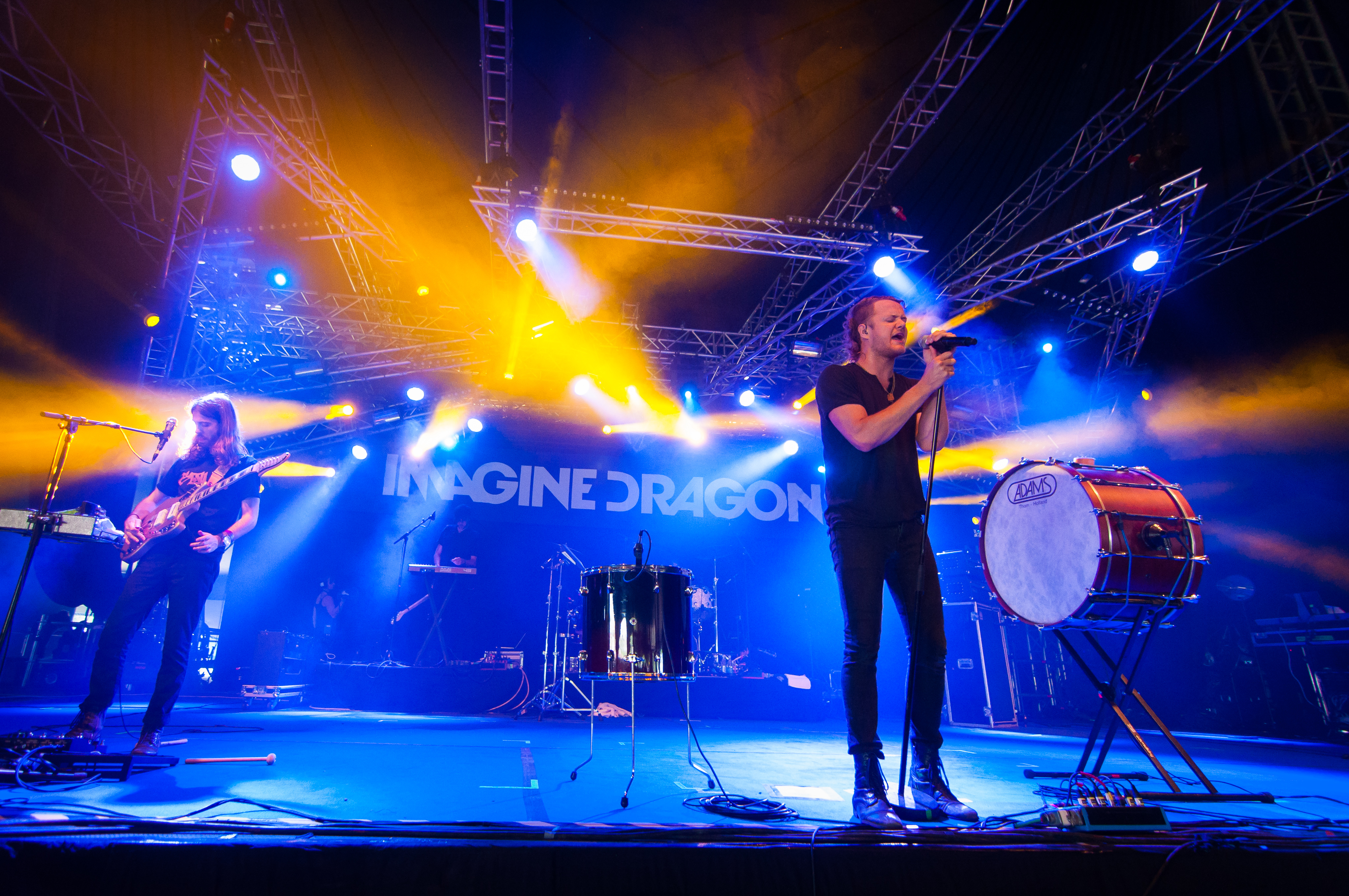
A banda se apresentando em 2013

O Imagine Dragons assinou com a gravadora Interscope em novembro de 2011. Um EP intitulado Continued Silence foi lançado no Dia dos Namorados (14 de fevereiro de 2012) digitalmente e alcançou a posição #40 na Billboard 200.
Pouco depois, "It's Time" foi relançado como single e alcançou a posição #15 na Billboard Hot 100. O vídeo da música estreou em 17 de abril de 2012 em todas as filiais da MTV e a banda foi indicada ao MTV PUSH Artist of the Week.  O vídeo posteriormente foi indicado ao MTV Video Music Award na categoria de "Melhor clipe de Rock". "It's Time" recebeu a certificação de platina pela RIAA em novembro de 2012.
No verão de 2012 a banda anunciou que entraria no Studio X, dentro do Palms Casino Resort, para finalizar seu álbum de estréia, Night Visions, e que ele seria lançado um dia depois do Labor Day. O álbum alcançou a segunda posição na Billboard 200, com vendas na primeira semana de mais de 83.000 de cópias. O álbum também atingiu a primeira posição na Billboard Alternative e Rock Album, e ficou entre as dez melhores posições nas paradas austríacas, canadenses, alemãs e norueguêsas. Em fevereiro de 2013, Night Visions foi certificado como álbum de ouro pela RIAA.
A Billboard listou a banda como uma das "Novas estrelas mais brilhantes de 2012". Amazon.com os chamou de "Artista de Rock favorito de 2012".
O Imagine Dragons fez uma turnê pelos Estados Unidos, Canadá e muitos países da Europa, com seu álbum, Night Visions em 2012. Em 27 de outubro de 2012, o produtor da banda, Alex da Kid, anunciou na internet que eles lançariam um novo EP, Hear Me, juntamente com uma amostra do EP. Em 25 de novembro de 2012, este EP foi lançado no Reino Unido.
Eles também se apresentaram em vários festivais de verão, entre eles estão Sasquatch! Music Festival, Isle of Wight Festival, Rock am Ring and Rock im Park, Summer Sonic, Hultsfred Festival, Kanrocksas, T in the Park, Lollapalooza, Hangout Music Festival, Reading and Leeds Festivals, Osheaga Festival, Yahoo! On the Road Festival, Bergenfest, Slotsfjell Festival, Pukkelpop, NorthSide Festival, etc.
Na versão 2013 dos games FIFA e PES, a música "On top of the World" foi inclusa nos repertórios de faixas disponíveis dos jogos.

### Smoke and Mirrors(2015–2016)

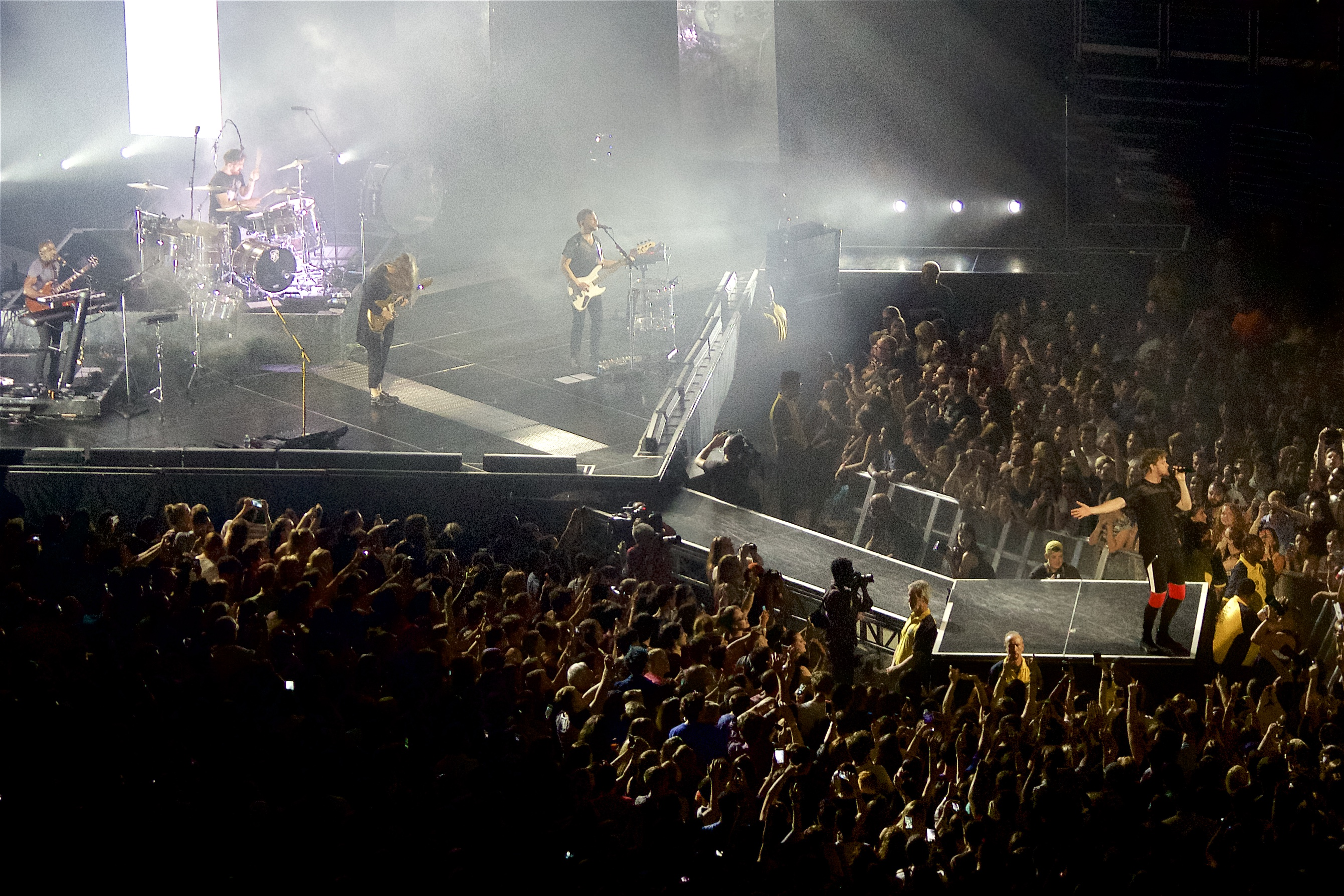
Banda em turnê Smoke + Mirrors em 2015

O ciclo do álbum Night Visions se encerrou no último show da turnê, que foi no festival Lollapalooza, em São Paulo, Brasil, em abril de 2014.
Em junho, eles lançaram a canção "Battle Cry" para a trilha sonora do filme Transformers: Age of Extinction
Foi durante a turnê de divulgação do Night Visions que canções para um segundo álbum começaram a ser escritas. Em outubro de 2014 foi revelado o primeiro single do novo disco, a canção "I Bet My Life". O disco Smoke and Mirrors foi lançado nos Estados Unidos em 17 de fevereiro de 2015 e chegou ao topo das paradas dos mais vendidos por lá e também no Reino Unido.

### Evolve(2016–2018)

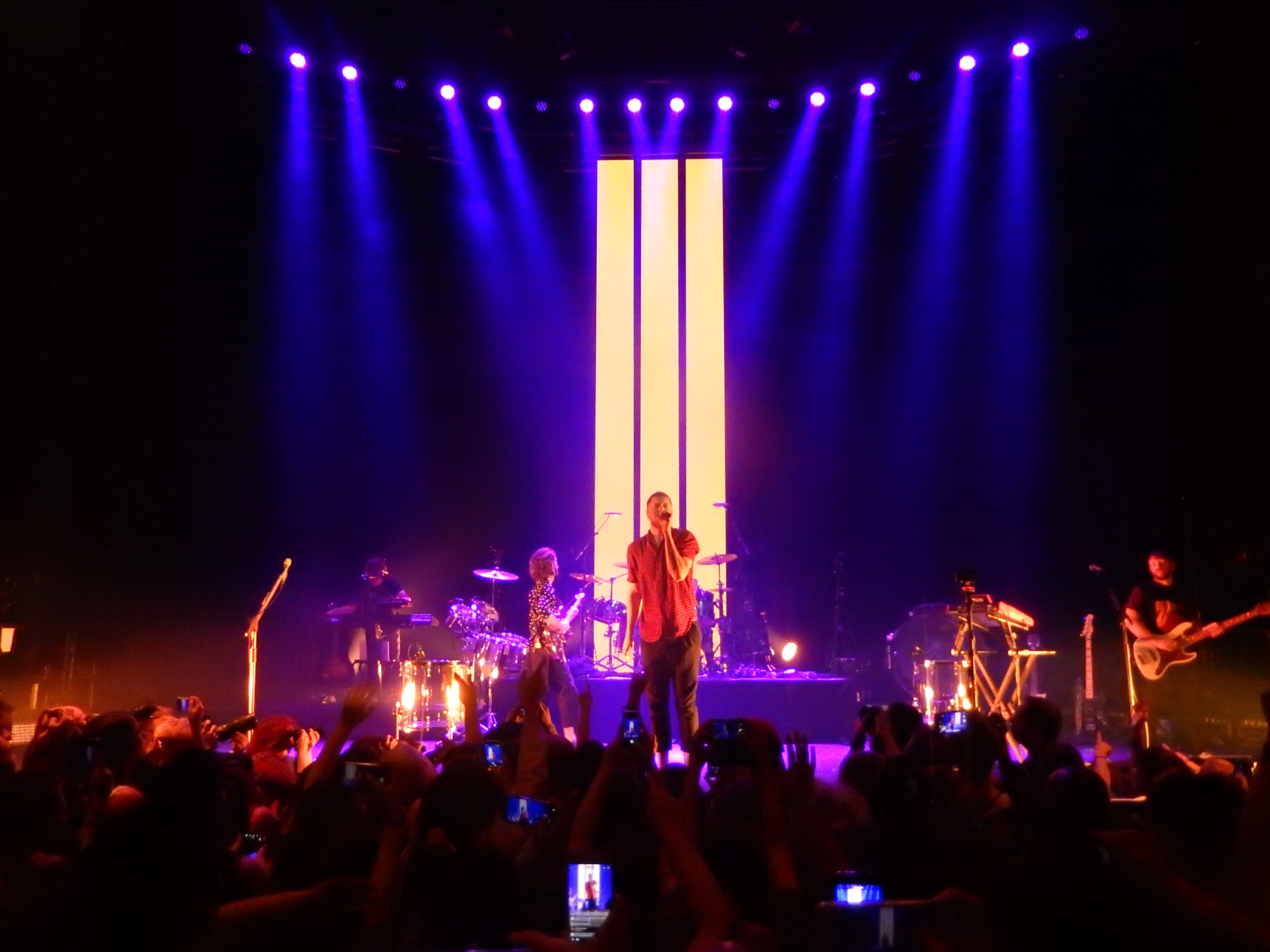
A banda se apresentando em 2017

Em 27 de setembro de 2016, Imagine Dragons começou a provocar o seu terceiro álbum de estúdio com um tweet dizendo: "studio". A banda continuou postando mensagens enigmáticas em sua conta no Twitter pelos próximos quatro meses. Em 28 de janeiro de 2017, a banda começou a postar uma série de vídeos provocando o primeiro single do álbum. Os vídeos com lapso de tempo apresentavam o vocalista Dan Reynolds desenhando imagens surreais em um bloco de desenho. O código Morse estava oculto nos vídeos e traduzido para "objetos da mesma cor". Em 1º de fevereiro de 2017, a banda lançou "Believer" como o primeiro single de seu terceiro álbum. "Believer" foi usado como parte do anúncio do Super Bowl para o Nintendo Switch. A banda fez parte da linha de produtos Wayhome Summer 2017 em Oro-Medonte, Ontário. A banda também se apresentou no NOS Alive, Portugal, em 8 de julho.
Em 27 de abril de 2017, Imagine Dragons lançou "Thunder" como o segundo single de seu terceiro álbum. Em 8 de maio de 2017, a banda anunciou seu terceiro álbum de estúdio, Evolve, bem como uma nova faixa, "Whatever It Takes", que foi lançada no mesmo dia. Uma turnê de apoio ao álbum também foi anunciada no mesmo dia. Evolve foi lançado em 23 de junho de 2017 em todo o mundo. O álbum alcançou o top cinco na maioria dos países, mas recebeu críticas mistas dos críticos. "Whatever It Takes" foi lançado como single oficial do álbum alguns meses depois, em 6 de outubro de 2017.
Em 14 de fevereiro de 2018, Imagine Dragons anunciou um novo single intitulado "Next to Me" no Twitter. A canção foi lançada como parte de uma reedição de Evolve em 21 de fevereiro de 2018. Em 12 de junho de 2018, Imagine Dragons anunciou um novo single em colaboração com Kygo intitulado "Born to Be Yours" no Twitter. A canção foi lançada em 15 de junho de 2018.
Em 24 de março de 2018, a banda se apresentou no Lollapalooza Brasil.
Em 22 de junho de 2018, em colaboração com o compositor Hans Zimmer, o vocalista Dan Reynolds lançou um single intitulado "Skipping Stones". A canção foi lançada em correspondência com seu novo documentário, Believer, um filme que discute o tema da interseção entre a comunidade LGBT e A Igreja de Jesus Cristo dos Santos dos Últimos Dias. Todos os rendimentos da canção vão para instituições de caridade LGBTQ.

### Origins(2018–2020)
Em 12 de junho de 2018, a banda anunciou um novo single em colaboração com o DJ Kygo intitulado "Born to Be Yours". A música foi lançada em 15 de junho.
No mês seguinte, a banda anunciou o single "Natural" através de seu perfil Twitter oficial. O single foi lançado em 17 de julho. Em 19 de setembro de 2018, eles lançaram o single Zero, que foi incluído na trilha sonora do filme Wi-Fi Ralph: Quebrando a Internet. Um videoclipe foi lançado em 23 de outubro de 2018.
Em 3 de outubro de 2018, o Imagine Dragons anunciou o seu quarto álbum de estúdio. Intitulado Origins, o álbum foi lançado em 9 de novembro de 2018, com "Natural" e "Zero" sendo os singles de destaque e "Born to Be Yours" sendo parte da versão deluxe internacional. Outros dois singles foram lançados em 31 de outubro e 6 de novembro, "Machine" e "Bad Liar" respectivamente.
Em janeiro de 2019, foi lançada uma versão especial de Believer com a participação do rapper Lil Wayne. Ainda nesse mês, foi lançado o videoclipe da música Bad Liar, em 24 de janeiro.
Em junho de 2019, o Imagine Dragons lançou o quinto single do álbum Origins, "Birds" com participação da cantora italiana Elisa. Em 23 de julho, uma animação para a música foi lançada. A banda também se apresentou no Rock in Rio 2019 em 7 de outubro.
Em 20 de janeiro de 2020, a banda lançou um vídeo para "Nothing Left to Say", música que faz parte do álbum de estréia da banda, Night Visions.

### Mercury: Acts 1 & 2(2021–presente)
Em 8 de março de 2021, a banda anunciou nas redes sociais o lançamento de dois novos singles: "Follow You" e "Cutthroat", que foram lançados em 12 de março. Eles serviram como singles para o quinto álbum de estúdio para a banda. O álbum terá a produção de Joel Little e Rick Rubin.
Um videoclipe de "Follow You" foi lançado em 18 de março e conta com a participação de Kaitlin Olson e Rob McElhenney, da sitcom It’s Always Sunny in Philadelphia.
Após lançar outros vídeos das músicas em performances ao vivo como nos programas The Late Show with Stephen Colbert e The Ellen DeGeneres Show, em 30 de junho de 2021, a banda anunciou nas redes sociais a data oficial de lançamento e o nome do quinto álbum: Mercury – Act 1 que seria lançado em 3 de setembro com 13 faixas. A banda também lançou a música "Wrecked" em 2 de julho. Em 3 de setembro, a banda lançou o seu quinto álbum de estúdio, Mercury - Act 1.
Em 29 de outubro, a banda lançou o single "Enemy" com o rapper JID, como parte da trilha sonora da série Arcane produzida pela Netflix, sendo a abertura da produção. É a segunda colaboração entre a banda e o jogo League of Legends depois da música "Warriors".
Em 11 de março de 2022, a banda lançou o single "Bones". Esta música, além de encabeçar o sexto álbum de estúdio da banda, foi usada para promover a terceira temporada da série The Boys, do Amazon Prime Video. Após 3 meses, no dia 24 de junho de 2022, a banda lança o single "Sharks", que acompanha "Bones" como música principal do álbum intitulado Mercury - Act 2. O álbum propriamente dito foi lançado no dia 1 de julho de 2022 e foi compilado com o Act 1 nas plataformas de áudio, aparecendo agora como Mercury - Acts 1 & 2.

## Contribuições para a caridade
Juntamente com a família de Tyler Robinson, que morreu de câncer no início de 2013, criaram uma instituição de caridade chamada "Fundação Tyler Robinson". A Fundação Tyler Robinson dedica-se a prestar assistência financeira às famílias de crianças com câncer. As pesquisas recentes tem encontrado tratamentos promissores, o que aumentaria a chance de cura das pessoas com câncer, entretanto muitas famílias não podem arcar com os custos financeiros dos tratamentos adequados. A Fundação Tyler Robinson arrecada dinheiro para sustentar essas famílias e alivia a experiência desesperadora de muitos pais devido a problemas financeiros, permitindo-lhes concentrar o seu tempo e energia onde ela é mais necessária, ou seja, em seus filhos. Então, parte do dinheiro arrecadado com a faixa "Demons" é destinada à Fundação.

## Membro
| Membros atuais - Dan Reynolds - vocal, guitarra, baixo, bateria (2008–presente) - Ben McKee - baixo, backing vocal, teclado (2009–presente) - Wayne Sermon - guitarra, cello, backing vocal (2009–presente) - Dan Platzman - bateria, viola, backing vocal (2011–presente) | Ex-integrantes - Andrew Tolman - bateria, vocal (2008–2011) - Brittany Tolman - piano, vocal (2009–2011) - Theresa Flaminio - piano, vocal (2011–2012) - Dave Lemke - baixo, vocal (2008–2009) Membros de apoio (turnês) - Ryan Walker - teclado, guitarra, percussão e vocal (2011–2015) - Will Wells - teclado, guitarra, e percussão (2015–2017) - Elliot Schwartzman - teclado, violão e vocal (2017–presente) |

## Discografia
Álbuns de estúdio:
- Night Visions (2012)
- Smoke + Mirrors (2015)
- Evolve (2017)
- Origins (2018)
- Mercury – Act 1 (2021)
- Mercury – Act 2 (2022)
- Loom (2024)